# Maestà della Loggia del Palazzo Pubblico di Siena
La Maestà della Loggia del Palazzo Pubblico di Siena (256x211 cm) è un affresco staccato proveniente dalla Loggia dei Nove posta al terzo piano del Palazzo Pubblico di Siena ed oggi esposta, per ragioni conservative, all’interno del Palazzo, nel cosiddetto vestibolo. È quel che resta di una più ampia opera che comprendeva sotto di essa anche le quattro virtù cardinali. L’autore fu Ambrogio Lorenzetti, che la dipinse nel 1340.

## Storia
Fino al 1967 l’affresco si trovava ancora nella sua collocazione originale, in una nicchia nella parete destra della Loggia dei Nove posta al terzo piano del Palazzo Pubblico di Siena. Qui fu fotografata a fine Ottocento. Lo spazio vuoto sotto di essa attesta la perdita del resto dell’affresco già in questa data. Fu rimossa dalla sua collocazione originaria nel 1967, restaurata da Giuseppe Rosi nei laboratori di Leonetto Tintori di Firenze e restituita al comune senese due anni più tardi. Da allora si trova nel vestibolo del Palazzo per ragioni conservative. 
Per quanto riguarda l’attribuzione e la datazione, l’intervento più importante si deve allo studioso Ernst von Meyenburg, che nel 1903 riportò nella sua tesi di dottorato la cronaca trecentesca di Agnolo di Tura che notò “quella nostra dona con quelle virtù cardinali che sonno su la logia in palazo de’ signori”. Il cronista ne riportò anche l’autore (Ambrogio Lorenzetti) e la data (1340). Nel 1912 Louis Gielly descrisse un documento d’archivio del palazzo pubblico, datato 20 giugno 1340, che attesta il pagamento della Biccherna (l’ufficio delle uscite) ad Ambrogio Lorenzetti per “dipiginture fatte nel palazzo del comune”. Altri documenti furono poi scoperti e descritti nella sua interezza da Giampaolo Ermini nel 2016, dove risulta un ultimo pagamento il 22 febbraio 1341.

## Descrizione e stile
La Madonna è assisa in trono e regge con la mano sinistra il Bambino, mentre con la mano destra regge un disco benedetto dal Bambino stesso. Il disco ha all’esterno i colori bianco e nero della Balzana senese ed al centro recava un non più visibile leone rampante su sfondo rosso, simboli del Comune e del Popolo rispettivamente, i due più importanti organi politici senesi del tempo.
Il trono è semicircolare ed inusualmente molto ampio, a significare la vastità territoriale ed ampiezza culturale del territorio senese e della sua città, la cui sovranità si voleva attribuire alla Madonna stessa, che al centro di un trono così spazioso assume anche il significato di Sedes Sapientiae. I marmi gialli e rossi impreziosiscono il trono anche se appiattiscono una malriuscita prospettiva.
Due iscrizioni sono presenti nell’affresco, una corre lungo il bordo superiore: SALVET (VIRGO) (S)ENAM VE|TER(E)M QUAM SIGNA(T) AMENA(M) (Salvi la Vergine l’antica Siena che rende così bella), mentre l’altra è leggibile nel cartiglio retto dalla mano sinistra del bambino: MANDATU(M) NOVU(M) DO|VOBIS UT DILIGATI(S) I(N)VICEM(M) (Vi do un comandamento nuovo, che vi amiate vicendevolmente). Il primo è la legenda del Sigillum pubblicum usato dal comune di Siena ed ha il significato di una preghiera alla Madonna e di un ringraziamento al tempo stesso, mentre il secondo è un invito alla Concordia, vero collante tra le classi sociali in perenne lotta a Siena e cui i Nove dovevano ispirarsi nell’espletamento del loro potere.
Il volto della Vergine è placido, assorto in una tristezza tutta interiorizzata, accettazione silenziosa del destino ineluttabile cui va incontro suo figlio. Il suo sguardo è rivolto al figlio e promana da due occhi bellissimi, dalla profilatura spiccata. Il bambino del resto ha il volto sereno ed equilibrato, degno della sua natura divina e del suo ruolo di redentore dell’umanità intera, e benedice con la mano destra il disco con i simboli della città. Da notare tuttavia che pur nella sua solennità il Lorenzetti non rinunciò ad imprimere un carico vitale alla figura del Bambino, dove il suo sgambettio e i suoi piedini in movimento esprimono un carattere pulsante ed irrequieto.
Gli studiosi dell’affresco si sono soffermati sulle crisografie bizantine (striature dorate) che sono presenti copiose sul manto della Vergine e sul suo vestito rosso. Tali lumeggiature sono presenti in tutta l’arte del Duecento e fanno la loro comparsa fino ai primi anni del Trecento, ma sono del tutto inaspettate in un’opera del 1340, tanto da far ipotizzare ad alcuni i segni di un maldestro restauro o aggiunta posticcia o ad altri ancora che l’opera intera fosse di qualche altro artista minore attardato nell’accogliere lo stile del tempo. In realtà, lungi dal mettere in discussione l’autografia del Lorenzetti, l’agemina bizantina è una scelta consapevole dell’artista: non è piatta come nelle opere del Duecento, ma le lumeggiature assecondano l’andamento delle pieghe del vestito e i volumi corporei sottostanti. In aggiunta le lumeggiature non sono dorate, ma rese con una terra gialla, tanto da farle denominare “pseudo-crisografie”. Vogliono richiamare alla mente la regalità dell’impero bizantino e l’aura di sacralità che le sue famosissime icone evocavano e quindi altro non sono che un intellettualistico recupero di una sacralità e regalità che si volevano attribuire alla Madonna.
Nel complesso l'opera voleva quindi assumere un profondo significato civico e politico, ravvisabile nei suoi messaggi scritti, nel disco sorretto dalla Vergine, nella regalità di questa, e nell’atto benedicente di Gesù Bambino. Voleva assoggettare la città di Siena alla Vergine, ricordando ai Nove che la città non era loro proprietà, ma che stavano solo operando un servizio per la città. Al tempo stesso voleva assicurare al potere politico la protezione della Vergine, rassicurando i suoi componenti che le loro scelte amministrative erano sotto la protezione della Vergine e benedizione del Bambino.